# Best Wishes!
Best Wishes! Being Shandon for ten years è un cofanetto del gruppo italiano ska core e punk rock Shandon contenente registrazioni live tratte da alcuni concerti tenuti nel 2004 ed altri contenuti extra come videoclip, foto e backstage.
È formato da due DVD e un CD.

## Contenuti
DVD 1

### Live at Rolling Stone (Milano 1/4/2004)
- F.D.P.
- Wrong Way
- Forest
- Deep
- Time
- Bad Smell
- Sangue
- Viola
- Noir
- Stubnitz
- My Friends
- Heaven in Hell
- Revenge
- Like I Want
- Liquido
- It Was A Promise
- Drunk
- Washin' Machine
- Startin' Line
- Janet
- P.N.X.

### Live at Chicobum Festival (Borgaro - Torino 22/7/2004)
- Seven
- Legacy
- Deadlock
- Ruvida
- From Out of Nowhere (cover dell'omonima canzone dei Faith No More)
- Egostasi
- G.G. is not dead
- The Choice

### Concerto per Anna (Milano 17/5/2004)
- Revenge

DVD 2

### Live Acoustic
- Wrong Way
- Deadlock
- Heaven in Hell
- Nice Try
- Via Dresda
- The One Who Went Away (cover dell'omonima canzone dei Motorpsycho)
- Liquido
- Sangue
- Stubnitz
- It Was A Promise
- Dance For Me
- Baby Can I Hold you (cover dell'omonima canzone di Tracy Chapman)
- Legacy
- Noir
- Via Dresda

### Videoclips
- Placebo Effect
- Janet
- Evoluzione
- Legacy
- My Friends
- Viola
- A Cure
- Time

CD
- Live at Rolling Stone (Milano 1/4/2004)